# Śmiertelna gorączka
Śmiertelna gorączka (ang. Cabin Fever) – amerykański horror z 2002 roku w reżyserii Eliego Rotha. Zdjęcia kręcono w Karolinie Północnej.
Światowa premiera filmu miała miejsce 14 września 2002 roku podczas TIFF w Toronto. Na ekranach polskich kin obraz pojawił się 30 lipca 2004 roku. Film zdobył m.in. dwie nominacje do nagrody Saturna; został też nagrodzony na Katalońskim Międzynarodowym Festiwalu Filmowym w Sitges.
Film doczekał się sequela pt. Śmiertelna gorączka 2 (2009), a także prequela Śmiertelna gorączka 3 (2014). W 2016 premierę miał remake filmu pod tym samym tytułem oryginalnym.

## Fabuła
Piątka studentów wynajmuje położony w lesie domek letniskowy. Pewnego wieczoru nachodzi ich śmiertelnie chory mężczyzna z krwawiącymi wrzodami na twarzy i żąda pomocy. Przyjaciele przepędzają intruza, jednak wkrótce jedna z dziewcząt zaczyna chorować na tę samą przypadłość, co niepożądany gość. Infekcja rozprzestrzenia się w mgnieniu oka, zaczynając zbierać makabryczne żniwo.

## Twórcy filmu
- Reżyseria – Eli Roth
- Scenariusz – Eli Roth, Randy Pearlstein
- Produkcja – Evan Astrowsky, Sam Froelich, Lauren Moews, Eli Roth
- Produkcja wykonawcza – Susan Jackson
- Zdjęcia – Scott Kevan
- Muzyka – Angelo Badalamenti, Nathan Barr
- Montaż – Ryan Folsey
- Scenografia – Franco-Giacomo Carbone
- Kostiumy – Paloma Candelaria

## Obsada
- Rider Strong jako Paul
- Jordan Ladd jako Karen
- James DeBello jako Bert
- Cerina Vincent jako Marcy
- Joey Kern jako Jeff